# Pharmadule
Pharmadule är ett svenskt företag som tillverkar anläggningar till främst läkemedels- och bioteknikindustrin. 
Emtunga Mekaniska Verkstad (EMV) startades 1945 av Bertil Gustavsson. EMV var till en början tillverkare av jordbruksutrustning till lokala lantbrukare på Varaslätten. På 1970-talet började EMV leverera bostadsmoduler till oljeindustrin i Nordsjön. Gustavssons båda söner tog över EMV 1976 och drev bolaget vidare mot olje- och gasindustrin. Under 1980-talet utvidgades verksamheten till att leverera telekommoduler för mobila basstationer. IDI förvärvade EMV 1998 och bytte då namn till Emtunga International AB.
Pharmadule AB startades 1986 av Clas Wallenborg. Wallenborg var projektledare inom läkemedelsindustrin (dåvarande Kabi Vitrum) och arbetade med investeringsprojekt både i Sverige och i utlandet. Genom ett nyhetsreportage om bostadsmoduler till oljeplattformar kom Wallenborg på idén att bygga nyckelfärdiga fabriker i moduler till läkemedelsindustrin. Pharmadule projekterade och EMV tillverkade den första anläggningen 1986 som sattes upp i Karachi, Pakistan. Efter detta följde ett antal fabriker till framförallt mindre kunder i tredje världen i bl.a. Kina, Egypten, Filippinerna, Ukraina, Litauen, Etiopien osv. Första anläggningen till USA levererades 1999 och sedan dess har flera av världens största läkemedelsbolag (Big Pharma) tillhört kunderna.
IDI förvärvade Pharmadule 2000. Pharmadule Emtunga bildades genom ett samgående mellan Pharmadule och Emtunga 2001, vilket gav ett komplett företag med fokus på läkemedels-, offshore- och telekomindustrin. 3i köpte Pharmadule Emtunga första kvartalet 2004 från IDI och andra ägare. År 2007 divisionaliserades företagen igen och blev separata bolag under Pharmadule Emtunga AB. Ekonomiska svårigheter i samband med finanskrisen 2008 tvingade Emtunga Offshore AB att ansöka om rekonstruktion vid Lidköpings tingsrätt. Rekonstruktonsförsöket misslyckades och lämnade in en konkursansökan till Lidköpings tingsrätt.
1 september 2007 separeras de två operativa divisionerna i Pharmadule Emtunga AB och Pharmadule AB och Emtunga Offshore AB bildas.
11 februari 2011 gick Pharmadule i konkurs. Enligt konkursförvaltaren rörde det sig om runt 200 anställda som blivit av med jobben. Konkursboet köptes upp av Morimatsu Industry Co. Ltd, ett japanskt företag grundat 1947, och Pharmadule återupptog verksamheten.